# 古莲河
古莲河，位于中华人民共和国黑龙江省漠河县境内，是大林河左岸支流，发源于漠河县西部的富克山，自西南向东北流，于古莲镇汇入大林河。河流全长80千米，流域面积1200平方千米，平均河宽50米，水深1.2米左右。流域为原始森林区，蕴藏有煤炭、金矿资源。